# Ferenc Juhász (polityk)
Ferenc Juhász (ur. 6 lipca 1960 w Nyíregyházie) – węgierski polityk i Minister Obrony Narodowej Węgier.
Od 1990 roku był członkiem Węgierskiej Partii Socjalistycznej, a od 2000 roku wiceprzewodniczącym tejże partii. W latach od 27 maja 2002 do 9 czerwca 2006 był Ministrem Obrony Narodowej Węgier.